# Never Gonna Let You Go
"Never Gonna Let You Go" é uma canção lançada em 1983 pelo pianista brasileiro Sérgio Mendes com os vocais de Joe Pizzulo e Leza Miller. A canção foi escrita por Cynthia Weil e Barry Mann. A faixa foi um dos singles do álbum auto-intitulado de Sérgio Mendes, lançado em 1983.
Os compositores originalmente ofereceram a canção a banda de funk estadunidense Earth, Wind & Fire, mas eles decidiram não gravar a canção. Dionne Warwick já havia gravado a canção, que aparece no álbum Friends in Love de 1982. Stevie Woods também havia gravado a canção para seu álbum The Woman in My Life de 1982.
O single foi um sucesso comercial, alcançando a quarta posição na Billboard Hot 100, a vigésima oitava posição na Hot R&B Singles, e liderou a Billboard Adult Contemporary por quatro semanas.
O produtor americano e personalidade do YouTube Rick Beato, ao analisar a estrutura dos acordes desta música, a considerou "A música pop mais complexa de todos os tempos".

## Faixas
| Lado A |                                                                |                          |         |  |
| N.º    | Título                                                         | Compositor(es)           | Duração |  |
| 1.     | "Never Gonna Let You Go" (vocais de Joe Pizzulo & Leza Miller) | Cynthia Weil, Barry Mann | 3:55    |  |

| Lado B |            |                                                          |         |  |
| N.º    | Título     | Compositor(es)                                           | Duração |  |
| 1.     | "Carnaval" | Alceu Valença, David Batteau, Mary Ekler, Moraes Moreira | 3:550   |  |

## Desempenho nas paradas
| Paradas (1983)                                | Melhor posição |
| --------------------------------------------- | -------------- |
| Bélgica (Ultratop 50 de Flandres)             | 35             |
| Estados Unidos (Billboard Hot 100)            | 4              |
| Estados Unidos (Billboard Adult Contemporary) | 1              |
| Estados Unidos (Billboard Hot R&B Songs)      | 28             |
| Países Baixos (Single Top 100)                | 26             |
| Reino Unido (UK Singles Chart)                | 45             |